# Château du Seuil
Le château du Seuil est un château situé à Aix-en-Provence, à Puyricard. 

## Historique
Le monument fait l'objet d’une inscription au titre des monuments historiques depuis 1993.